# Ulrich Hundt
Ulrich A. Hundt (* 23. Juni 1937 in  Swinemünde; † 9. März 2018 in Bonn) war ein deutscher Flottillenadmiral der Marine der Bundeswehr.

## Leben
Hundt trat nach dem Abitur 1957 in Ingelheim als Offizieranwärter in die Crew IV/57 der Marine ein und wurde Marineflieger (Hubschrauberpilot und Fluglehrer). 1964 wurde er bei einem Hubschrauberabsturz auf einem Testflug schwer verletzt und später am Bein teilamputiert.
1965 absolvierte Hundt den Stabsoffizierlehrgang (SOL) an der Führungsakademie der Bundeswehr (FüAkBw). Er war dann u. a. Referent für Presse- und Öffentlichkeitsarbeit im Führungsstab der Marine (Fü M). Er durchlief 1970 den Admiralstabsoffizierlehrgang am Royal Naval Staff College in Greenwich. 1976 wurde er Kommandeur der Fliegenden Gruppe des Marinefliegergeschwaders 5 (MFG 5) in Kiel. Von 1983 bis 1987 war er Sprecher und Leiter des Presse- und Informationsstabs des Bundesministeriums der Verteidigung. Von 1987 bis 1994 war er Kommandeur des Zentrums Innere Führung (ZInFü) in Koblenz.
1994 wurde Hundt in den Ruhestand versetzt und Generalbevollmächtigter des Deutschen BundeswehrVerbandes (DBwV) für europäische Angelegenheiten. Von 1995 und 2002 war er Generalsekretär der Europäischen Organisation der Militärverbände (EUROMIL). Von 1994 bis 1998 gehörte er dem 9. Beirat Innere Führung an. Er war 2006 Mitbegründer und erster Vorsitzender des „Freundeskreises Zentrum Innere Führung“.
Hundt war verheiratet.

## Auszeichnungen
- 1987: Verdienstkreuz 1. Klasse des Verdienstordens der Bundesrepublik Deutschland

## Schriften
- Zeitgemäße Informationsarbeit für die Streitkräfte. In: Fritz Peter Hoppe, Gerhard Schurig (Hrsg.): … wahr muss es sein. Militär und Journalismus in zwei Jahrhunderten. Mittler, Herford u. a. 1989, ISBN 3-8132-0309-3, S. 139 ff.